# Loi de Rayleigh
 (février 2014).
Si vous disposez d'ouvrages ou d'articles de référence ou si vous connaissez des sites web de qualité traitant du thème abordé ici, merci de compléter l'article en donnant les références utiles à sa vérifiabilité et en les liant à la section « Notes et références ».
Ne doit pas être confondu avec Loi de Rayleigh-Jeans.
En probabilités et en statistiques, la loi de Rayleigh, est une loi de probabilité à densité. Elle apparaît comme la norme d'un vecteur gaussien bi-dimensionnel dont les coordonnées sont indépendantes, centrées et de même variance. Cette loi de probabilité est baptisée d'après Lord Rayleigh.
Typiquement, la distance Dn à laquelle une particule se trouve de son point de départ, après avoir effectué n pas d'une marche aléatoire symétrique dans le plan, suit approximativement une loi de Rayleigh de paramètre √n. Dans un tout autre domaine, elle est fréquemment utilisée pour décrire l'enveloppe d'un processus de Gauss à bande étroite.

## Définition
La loi de Rayleigh est la loi de probabilité de densité :
{\displaystyle f(x;\sigma ^{2})={\frac {x}{\sigma ^{2}}}\exp \left({\frac {-x^{2}}{2\sigma ^{2}}}\right)}
pour {\displaystyle x\in [0,\infty [}, avec {\displaystyle \sigma } est un paramètre d'échelle réel strictement positif.

## Propriétés
Les moments sont donnés par :
{\displaystyle m_{k}=\sigma ^{k}2^{k/2}\,\Gamma (1+k/2)\,}
où Γ(z) est la fonction Gamma.
L'espérance et la variance d'une variable aléatoire de Rayleigh X sont les suivantes :
{\displaystyle \mathbb {E} [X]=\sigma {\sqrt {\frac {\pi }{2}}}\approx 1{,}253\cdot \sigma \,}
et
{\displaystyle {\textrm {Var}}(X)={\frac {4-\pi }{2}}\sigma ^{2}\approx 0{,}429\cdot \sigma ^{2}\,.}
Le coefficient d'asymétrie ((en) skewness) est :
{\displaystyle \gamma _{1}={\frac {2{\sqrt {\pi }}(\pi -3)}{(4-\pi )^{3/2}}}\approx 0{,}631.}
La kurtosis est :
{\displaystyle \gamma _{2}=-{\frac {6\pi ^{2}-24\pi +16}{(4-\pi )^{2}}}\approx 0{,}245.}
La fonction caractéristique est :
{\displaystyle \varphi (t):1\!-\!\sigma t\mathrm {e} ^{-\sigma ^{2}t^{2}/2}{\sqrt {\frac {\pi }{2}}}\!\left({\textrm {erfi}}\!\left({\frac {\sigma t}{\sqrt {2}}}\right)\!-\!i\right)}
où erfi(z) est la fonction d'erreur complexe. La transformée de Laplace est
{\displaystyle M(t)=\,1+\sigma t\,\mathrm {e} ^{\sigma ^{2}t^{2}/2}{\sqrt {\frac {\pi }{2}}}\left({\textrm {erf}}\left({\frac {\sigma t}{\sqrt {2}}}\right)\!+\!1\right),}
où erf(z) est la fonction d'erreur.

### Entropie
L'entropie est
{\displaystyle H=1+\ln \left({\frac {\sigma }{\sqrt {2}}}\right)+{\frac {\gamma }{2}}\approx 1{,}2886+\ln \left(0{,}707\cdot \sigma \right)}
où γ est la constante d'Euler-Mascheroni.

## Estimation du paramètre
Étant donné N variables de Rayleigh indépendantes et de même loi de paramètre σ, l'estimateur du maximum de vraisemblance  de σ est
{\displaystyle {\hat {\sigma }}={\sqrt {{\frac {1}{2N}}\sum _{i=1}^{N}X_{i}^{2}}}.}

## Engendrer des variables de Rayleigh
Étant donné une variable U uniforme sur l'intervalle ]0;1[, la variable
{\displaystyle X=\sigma {\sqrt {-2\ln(U)}}\,}
suit la loi de Rayleigh de paramètre σ. Cela provient de la forme de la fonction de répartition, en particulier du théorème de la réciproque, et du fait que 1–U a même loi que U.

## Lien avec d'autres lois continues
- {\displaystyle R\sim \mathrm {Rayleigh} (\sigma )} suit la loi de Rayleigh si {\displaystyle R={\sqrt {X^{2}+Y^{2}}}}, où {\displaystyle X\sim {\mathcal {N}}(0,\sigma ^{2})} et {\displaystyle Y\sim {\mathcal {N}}(0,\sigma ^{2})} sont deux variables gaussiennes indépendantes, ce qui explique le choix du symbole "σ" pour paramétriser la loi de Rayleigh.
- Si {\displaystyle R\sim \mathrm {Rayleigh} (1)}, alors R2 suit la loi du χ² avec deux degrés de liberté: {\displaystyle R^{2}\sim \chi _{2}^{2},\ } qui est une loi exponentielle de paramètre 1/2.
- Si X suit une loi exponentielle {\displaystyle X\sim {\mathcal {E}}(\lambda )}, alors {\displaystyle Y={\sqrt {2X\sigma ^{2}\lambda }}\sim \mathrm {Rayleigh} (\sigma )}.
- Si {\displaystyle R_{i}\sim \mathrm {Rayleigh} (\sigma )}, et si les Ri forment une suite de variables indépendantes, alors {\displaystyle \sum _{i=1}^{N}R_{i}^{2}} suit une loi gamma de paramètres N et 2σ2 : {\displaystyle \left[Y=\sum _{i=1}^{N}R_{i}^{2}\right]\sim \Gamma \left(N,2\sigma ^{2}\right)}.
- La loi de Rice est une généralisation de la loi de Rayleigh.

## Lien avec certaines lois discrètes

### Marche aléatoiredans le plan

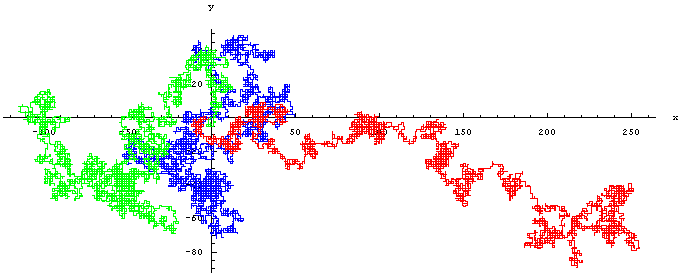
Trois réalisations de marches aléatoires isotropes sur le réseau (en 10000 pas). La distance maximale (ou, aussi bien, la distance terminale) sont typiquement de l'ordre de 100 pas.

Notons Dn la distance entre la position d'un marcheur au hasard dans le plan, après n pas au hasard, et son point de départ : Dn/√n converge en loi vers la loi de Rayleigh, ce qui signifie qu'en parcourant une distance n, le marcheur ne s'éloigne vraiment de son point de départ que de √n pas approximativement, la convergence vers la loi de Rayleigh permettant de préciser cette approximation.

### Distance entre deux points au hasard d'un arbre de Cayley aléatoire
À l'aide de la bijection de Joyal, on peut montrer que la loi de la distance Dn entre deux points au hasard d'un arbre de Cayley aléatoire est donnée, pour {\displaystyle 0\ \leq \ k\ \leq \ n-1,\ } par
On peut montrer, par exemple à l'aide du lemme de Scheffé, que Dn/√n converge en loi vers la loi de Rayleigh, ce qui indique que la distance "typique" entre deux points d'un arbre de taille n est de l'ordre de √n.

### Points cycliques d'une application
En vertu de la bijection de Joyal, le nombre {\displaystyle C_{n}(\omega )\ } de points cycliques d'une application ω de {\displaystyle [\![1,n]\!]} dans {\displaystyle [\![1,n]\!]}, suit la même loi que Dn. Ainsi, Cn/√n converge en loi vers la loi de Rayleigh.

### Problème des anniversaires
Cette loi discrète apparaît aussi dans des problèmes d'allocations (boules et urnes), dont le fameux paradoxe des anniversaires. Lorsqu'on alloue séquentiellement des boules dans un ensemble de n urnes, avec équiprobabilité, ce qui revient à considérer un univers probabiliste  {\displaystyle \Omega \ =\ [\![1,n]\!]^{\mathbb {N} },\ } le rang {\displaystyle T_{n}(\omega )\ } de la première boule à être allouée dans une urne non vide suit la même loi que 2 + Dn Ainsi, Tn/√n converge en loi vers la loi de Rayleigh.
Pour n=365, soit 365 boîtes, {\displaystyle T_{n}(\omega )\ } s'interprète comme la taille du groupe pour laquelle il devient probable qu'au moins deux membres du groupe ait la même date d'anniversaire (il faut imaginer un groupe dont l'effectif augmente progressivement) : la probabilité que dans un groupe de {\displaystyle \alpha {\sqrt {n}}\ } personnes, toutes les dates d'anniversaire soit différentes, est approximativement
et vaut donc 1/2 pour un groupe d'approximativement {\displaystyle {\sqrt {365\times 2\ln(2)}}\ } (soit 22,5) personnes, ou bien 1/10 pour un groupe d'approximativement {\displaystyle {\sqrt {365\times 2\ln(10)}}\ } (soit 41) personnes. Le calcul exact du premier entier tel que cette probabilité soit plus petite que 1/2 (respectivement 1/10) donne les mêmes résultats : 23 (respectivement 41).